# 반도 스페인

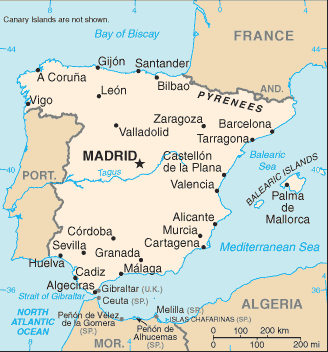
반도 스페인의 지도

반도 스페인(영어: Peninsular Spain, 스페인어: la Península)은 이베리아 반도 내에 위치한 스페인 영토의 일부를 말하며, 따라서 스페인의 다른 지역, 즉 카나리아 제도, 발레아레스 제도, 세우타, 멜리야, 그리고 모로코 해안에서 떨어진 여러 섬과 암벽은 제외한다. 모로코 북쪽의 스페인 영토는 통틀어 plazas de soberanía (주권의 장소)로 알려져 있다. 반도 스페인은 스페인에서는 주로 단순히 la Península로 알려져 있다. 북쪽으로는 프랑스와 안도라, 서쪽으로는 포르투갈, 남쪽으로는 영국의 해외 영토인 지브롤터와 국경을 접하고 있다.

## 특성
반도 스페인의 면적은 492,175km2이고 인구는 43,731,572명(2013년 1월 1일 기준)이다. 스페인의 15개 광역자치주가 이 곳에 위치한다. 스페인의 중심부를 차지하고 있어 다른 지역보다 훨씬 더 많은 자원과 더 나은 내외부 통신망을 보유하고 있다. 이러한 불균형을 해소하기 위해 반도 외부에 거주하는 스페인 거주자는 반도와의 교통에 대한 국가 보조금을 받는다.

## 같이 보기
- 반도 스페인어
- 이베리아 반도
- 플라사스 데 소베라니아